# Bruder
Bruder Spielwaren GmbH + Co. KG je německá firma sídlící ve Fürthu, která vyrábí hračky a modely v měřítku 1:16.
Firmu založil v roce 1926 Paul Bruder. V roce 2012 zaměstnávala ve výrobním závodě Fürth-Burgfarrnbach přibližně 300 pracovníků. V roce 2012 dosáhla společnost obratu 51 milionů Eur.

## Produkce
Jde většinou o modely stavebních strojů, zemědělských strojů, traktorů, kamionů, atd. Hračky vypadají jako skutečné stroje. Jedná se o modely jako Mercedes-Benz, MAN, Scania, Mack, CAT, JCB, New Holland, Fendt, Case, Massey Fergusom, Claas, John Deere, Pottinger či Lemken.